# In the Ayer
In the Ayer (em português:  Nos Ares) é uma canção do rapper americano Flo Rida em seu álbum de estreia, Mail on Sunday. A canção é o terceiro single/compacto do álbum e conta com a participação de will.i.am. A mesma recebeu certificado de Platina pela RIAA, sendo a segunda do cantor a conseguir o feito.
```
No remix oficial Flo Rida canta novos versos e conta com a participação de Rick Ross, Brisco e Billy Blue com o refrão original de will.i.am.
```

## Videoclipe
A estreia do clipe ocorreu em 13 de Junho de 2008 no FNMTV.

## Desempenho nas Paradas

### Posições
| Paradas (2008)                                                | Melhor posição |
| ------------------------------------------------------------- | -------------- |
| Austrália - Parada de Singles                                 | 19             |
| Canadá - Hot 100                                              | 13             |
| Estados Unidos - Billboard Hot 100                            | 9              |
| Estados Unidos - Billboard Bubbling Under R&B/Hip-Hop Singles | 5              |
| Estados Unidos - Billboard Hot Rap Tracks                     | 16             |
| Estados Unidos - Billboard Mainstream Top 40                  | 12             |
| Estados Unidos - Billboard Rhythmic Top 40                    | 13             |
| Estados Unidos - Billboard Pop 100                            | 14             |
| Nova Zelândia - Parada de Singles                             | 9              |
| Reino Unido - Top 75                                          | 29             |
| Suécia - Parada de Singles                                    | 20             |
| Turquia - Top 20                                              | 15             |